# Colom flamenc
El colom flamenc o colom d'ull és una raça de colom pròpia de Catalunya.

## Història
Segurament va ser introduïda a la península Ibèrica durant el període de dominació musulmana i és parent del colom dragó castellà. També podria tenir algun vincle amb l'antic colom missatger persa.
Va estar a punt a punt de desaparèixer.

## Característiques
- Robust tant en amplada com en allargada, això fa que voli poc.
- Pes d'uns 700 grams les femelles i 800 els mascles.
- Longitud entre 40 i 45 cm.
- Rivet ocular de roig intens d'uns 2 o 3 cm i molt carnós.
- Potes curtes que la fan caminar fent tentines.
- Barba: una berruga central i dues de laterals formadores d'una papada de roig intens, carnosa i sense plomes.
- Carúncules nasals desenvolupades i poc arrissades.